# Баярдо
Бая̀рдо (на италиански и на лигурски: Bajardo, може да се намира и алтернативната форма Baiardo) е село и община в Северна Италия, провинция Империя, регион Лигурия. Разположено е на 900 m надморска височина. Населението на общината е 311 души (към 2011 г.).